# 서산 관아문 및 외동헌
서산 관아문 및 외동헌(瑞山 官衙門 및 外東軒)은 대한민국 충청남도 서산시 읍내동에 있는 건축물이다. 1976년 1월 8일 충청남도의 유형문화재 제41호로 지정되었다.

## 개요
조선시대 서산군의 관아로 객관, 동헌, 누정 등으로 되어 있었는데, 지금은 관아문과 외동헌만이 남아있다. 조선 고종 4년(1867)에 당시 서산군수 오병선이 다시 지은 것이다. 1978년부터 1979년까지 2년 동안 동헌을 서산시청 서쪽으로 옮겨지었고, 관아문도 보수를 하였다.

### 관아문
관아문은 서산군 관아의 정문으로, 현재 서산시청 입구에 있다. 앞면 3칸·옆면 2칸규모의 2층 문루 건물이며, 지붕 옆면이 여덟 팔(八)자 모양인 화려한 팔작지붕집이다. 1층은 돌기둥 모양의 주춧돌 위에 네모기둥을 올렸으며, 기둥 사이에 각각 대문을 달아 출입하게 하였다. 2층은 누마루를 깔고 주위에 난간을 둘렀다. 앞면에는 ‘서령군문(瑞寧郡門)’이라는 현판을 붙였는데, 서령은 서산의 옛 지명이다.

### 외동헌
외동헌은 공적인 일을 처리하던 곳으로, 앞면 5칸·옆면 2칸 규모의 팔작지붕집이다. 주위 4면에 반 칸씩 퇴칸을 두었으며, 동쪽 옆면에 돌기둥 모양의 높은 주초를 배치한 것으로 보아 원래는 누마루로 만든 것으로 보인다. 앞면 중앙에 ‘서령관(瑞寧館)’이라는 현판이 걸려있다.
동헌은 비교적 규모가 크고 우아한 건물이며, 조선 후기 관아 건축양식을 잘 보여 준다.

## 현지 안내문
관아문에는 서령군문(瑞寧郡門)이라는 현판이 걸려 있으며, 풍악루라고도 불리었다.
1868년(고종 4년) 당시 서산군수로 있던 오병선이 건립하였다. 관아문은 정면 3칸, 측면 2탄으로 기둥 모양의 주춧돌을 배치하였으며, 아래층 내부에는 가운데 기둥에 각각 대문을 달아서 통행로로 사용하고 있다. 1959년 한 차례 수리하였으며, 1979년에 완전히 해체하여 다시 복원하였다.
외동헌은 공적인 일을 처리하던 곳으로 정면에 서령관(瑞寧館)이라고 쓴 현판이 걸려 있다. 정면 5탄, 측면 2칸인 익공계 단층건물이다. 동쪽 한칸에는 기둥 모양의 높은 주춧돌을 사용하고 있으며, 나머지 부분은 기단 위에 네모난 주춧돌을 놓고 그 위에 둥근 기둥을 세워 놓았다. 《서산군지》에 의하면 동헌은 35칸으로 1870년(고종 7년)에 오병선이 고쳐지었다고 한다.
관아문의 규모는 정면 3칸 8.10m, 측면 2칸 4.66m이다.

## 갤러리

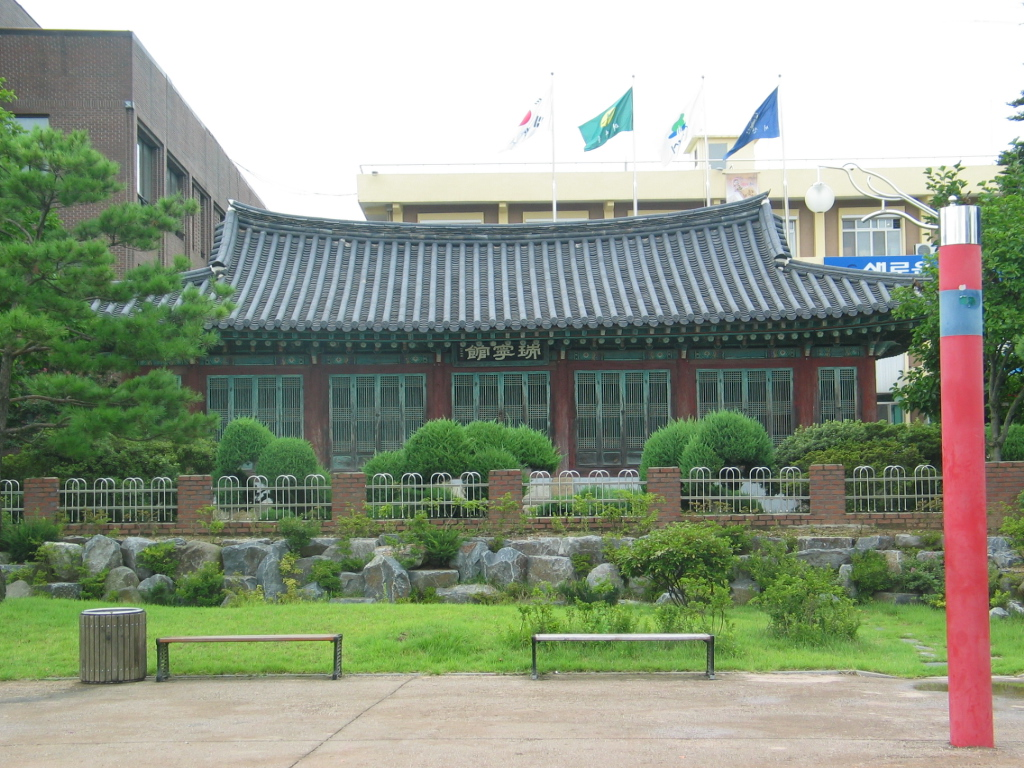
외동헌에 서령관(瑞寧館)이라는 현판이 보인다
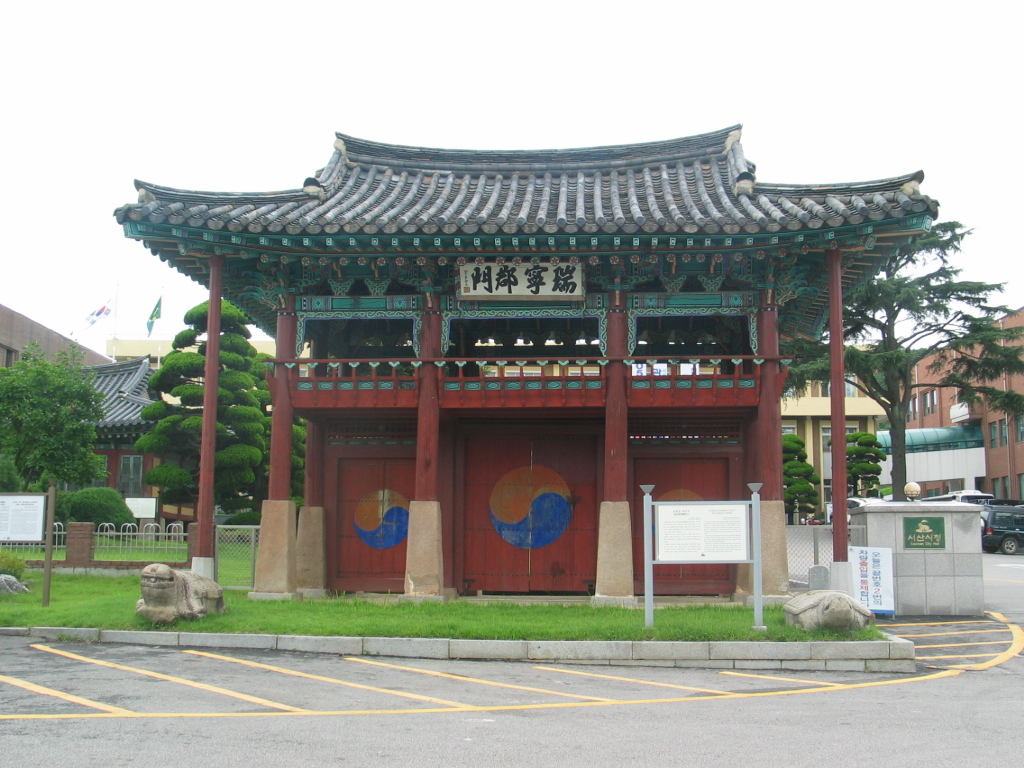
관아문에 서령군문(瑞寧郡門)이라는 현판이 보인다
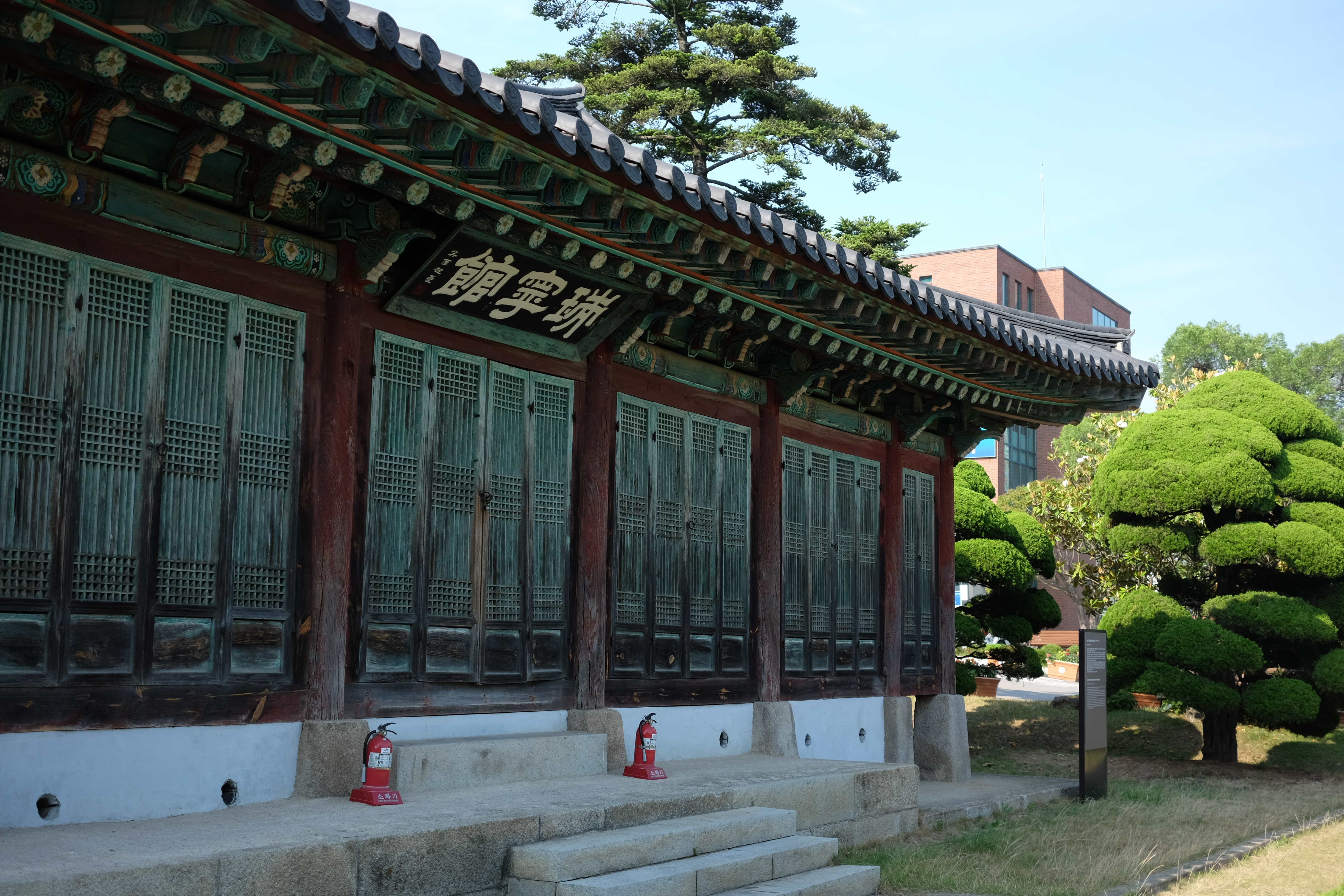
외동헌 건물
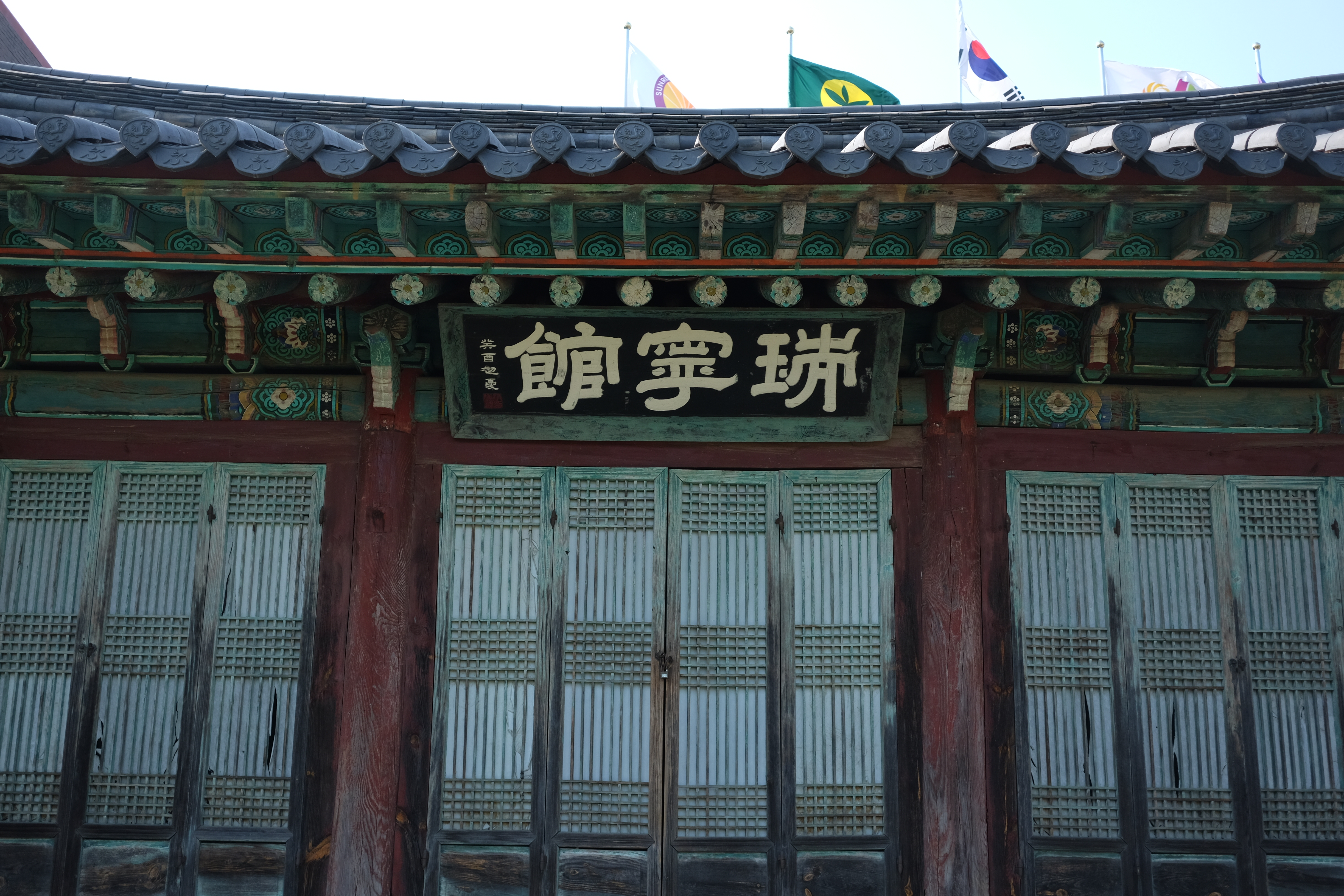
외동헌 건물
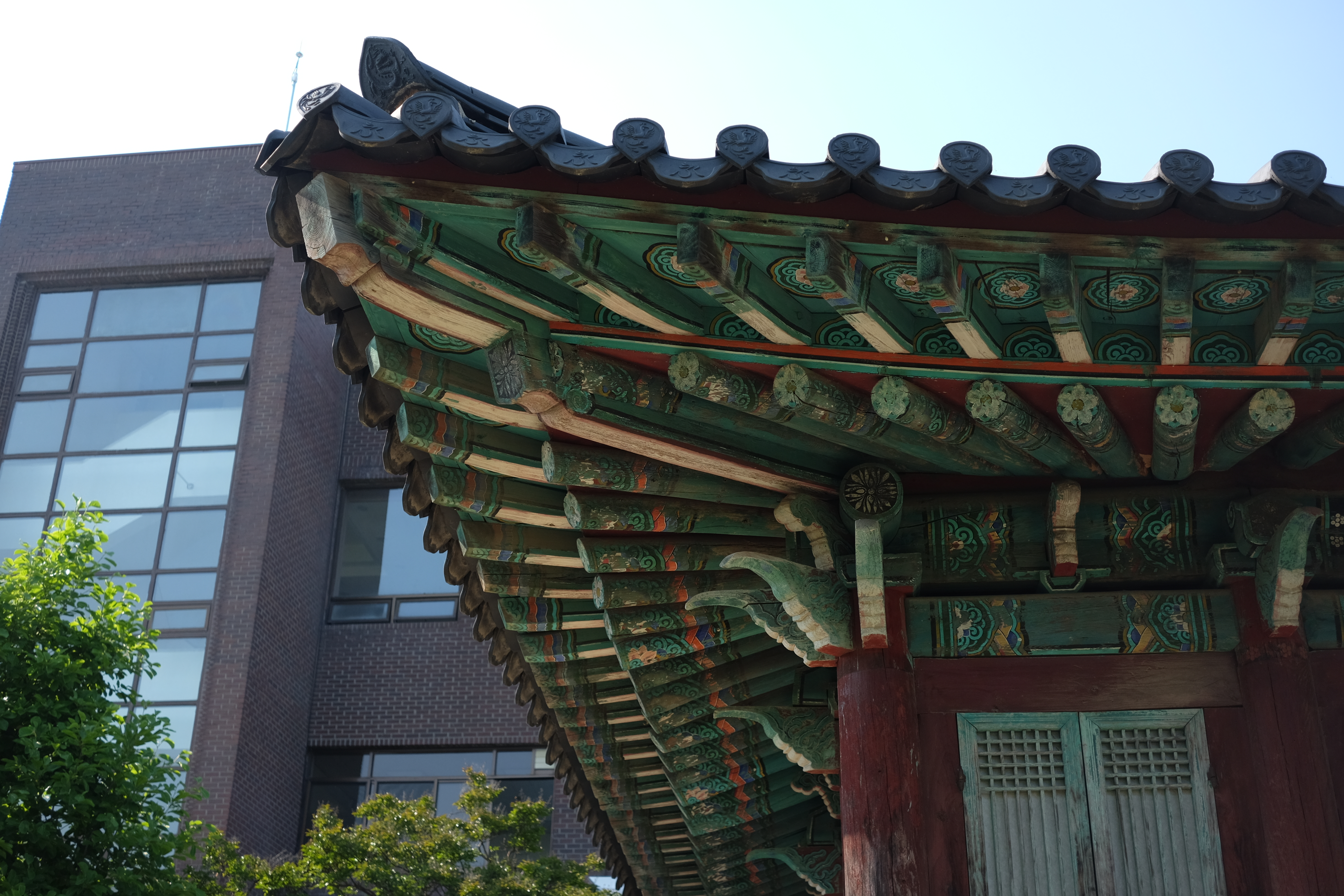
외동헌 건물

## 참고 자료
- 서산관아문및외동헌 - 국가유산청 국가유산포털